# Caimanaster acutus
Caimanaster acutus är en sjöstjärneart som beskrevs av A.M. Clark 1962. Caimanaster acutus ingår i släktet Caimanaster och familjen trollsjöstjärnor. Inga underarter finns listade i Catalogue of Life.